# قائمة حزم البرامج الحرة ومفتوحة المصدر
هذه قائمة حزم من البرمجيات الحرة والمفتوحة المصدر، برامج الكمبيوتر المرخصة بموجب تراخيص البرمجيات الحرة ورخصة مفتوحة المصدر، والبرمجيات التي تلائم تعريف البرمجيات الحرة قد يكون من الأنسب تسميتها بالبرمجيات الحرة، مشروع جنو على وجه الخصوص يشار إلى اعمالهم على أنها مفتوحة المصدر،  لمزيد من المعلومات حول الخلفية الفلسفية للبرامج مفتوحة المصدر، راجع حركة البرمجيات الحرة ومبادرة المصدر المفتوح، ومع ذلك، فإن جميع البرامج التي تلبي تعريف البرمجيات الحرة تقريبًا تتوافق أيضًا مع تعريف المصدر المفتوح والعكس صحيح، يتم سرد جزء صغير من البرنامج الذي يلبي أي من التعريفين هنا.
بعض التطبيقات مفتوحة المصدر هي أيضًا أساس المنتجات التجارية، الموضحة في قائمة التطبيقات والخدمات التجارية مفتوحة المصدر.

## الذكاء الاصطناعي

### عام
- OpenCog - مشروع يهدف إلى بناء إطار عمل ذكاء اصطناعي عام (AGI). OpenCog Prime عبارة عن مجموعة محددة من المكونات التفاعلية المصممة لإحداث ذكاء عام اصطناعي مكافئ للإنسان.

### الرؤية الحاسوبية
- أفورج. صافي - مكتبة الرؤية الحاسوبية والذكاء الاصطناعي والروبوتات. الإطار الصافي.
- OpenCV - مكتبة رؤية الكمبيوتر في C ++

### التعلم الالي
- راجع قائمة برامج التعلم الآلي مفتوحة المصدر.
- انظر التنقيب في البيانات أدناه.
- انظر لغة البرمجة R - حزم من أدوات التعلم والتحليل الإحصائي.

### تخطيط
- TREX - التخطيط التفاعلي.

### علم الروبوتات
- ROS - نظام تشغيل روبوت.
- Webots - محاكي الروبوت.
- YARP - منصة روبوت أخرى.

## التكنولوجيا المساعدة

### الكلام (التوليف والتعرف)
- CMU Sphinx - برنامج التعرف على الكلام من جامعة كارنيجي ميلون
- Emacspeak - سطح المكتب الصوتي
- ESpeak - مُركِّب كلام برمجي مضغوط للغة الإنجليزية ولغات أخرى
- نظام تخليق الكلام في المهرجان - تخليق كلام متعدد اللغات عام
- إطار التعرف على الصوت المعياري - معالجة الصوت والصوت والكلام NLP
- الوصول غير المرئي لسطح المكتب - قارئ الشاشة (NVDA) لنظام Windows
- Text2Speech - برنامج تحويل النص إلى كلام خفيف الوزن وسهل الاستخدام (TTS)

### التقنيات المساعدة الأخرى
- Dasher - برنامج فريد لإدخال النص
- Gnopernicus - جناح AT لـ جنوم 2
- العدسة المكبرة الافتراضية - أداة تكبير شاشة متعددة المنصات

## التصميم بمساعدة الحاسوب
- FreeCAD - مصمم نماذج CAD ثلاثي الأبعاد حدودي مع التركيز على الهندسة الميكانيكية وBIM وتصميم المنتج
- LibreCAD - برنامج CAD ثنائي الأبعاد باستخدام واجهة تشبه AutoCAD وتنسيق الملف

### أتمتة التصميم الإلكتروني (EDA)
- فريتزينج
- كيكاد

## محاكاة الكمبيوتر
- Blender - مجموعة أدوات برامج رسومات الكمبيوتر ثلاثية الأبعاد المستخدمة لإنشاء أفلام رسوم متحركة وتأثيرات بصرية وفن ونماذج مطبوعة ثلاثية الأبعاد ورسومات متحركة وتطبيقات تفاعلية ثلاثية الأبعاد وألعاب كمبيوتر.
- FlightGear - جهاز محاكاة الطيران في الغلاف الجوي والمداري مع محرك ديناميكيات الطيران (JSBSim) يُستخدم في معيار ناسا لعام 2015 [2] للحكم على كود المحاكاة الجديد وفقًا لمعايير صناعة الفضاء.
- SimPy - محاكي قائم على الأحداث من نوع Queue-theoretic مكتوب بلغة Python

## الأمن الإلكتروني

### مضاد للفيروسات
- كلاماف
- كلام وين
- بوابة مكافحة الفيروسات
- لينيس

### منع فقدان البيانات
- MyDLP

### استعادة البيانات
- dvdisaster
- قبل كل شيء
- برنامج فوتوريك
- تيست ديسك

#### التحاليل الجنائية
- مجموعة أدوات الطبيب الشرعي
- طقم الاستقصاء

##### مكافحة الطب الشرعي
- USBKill

### محو القرص
- DBAN
- srm

### التشفير
- AES
- نطاط القلعة
- برنامج GnuPG
- GnuTLS
- KGPG
- كلوريد الصوديوم
- OpenSSL
- فرس البحر
- الإشارة
- مذهل
- TextSecure
- وولفكربت

#### تشفير القرص
- كروسكربت
- FreeOTFE و FreeOTFE Explorer
- eCryptfs

### جدار الحماية
- مشعل النار
- IPFilter
- ipfw
- iptables
- M0n0wall
- بيرجوارديان
- PF
- pfSense
- حبل
- شوروال
- SmoothWall
- فياتا

### مراقبة الشبكة والأمن
- Snort - نظام كشف التسلل إلى الشبكة (IDS) ونظام منع التطفل (IPS)
- OpenVAS - إطار البرنامج العديد من الخدمات والأدوات التي تقدم الضعف المسح الضوئي وإدارة نقاط الضعف

### سقف الأمان (SSH)
- Cyberduck - عميل macOS وWindows (منذ الإصدار 4.0)
- Lsh - الخادم والعميل، مع دعم مصادقة SRP وKerberos
- OpenSSH - العميل والخادم
- PuTTY - للعملاء فقط

### إدارة كلمة المرور
- بيتواردن
- KeePass
- كلمة المرور آمنة
- ميترو

## تخزين البيانات وإدارتها

### بيانات التعدين
- بيئة تطبيقات DeveLoping KDD المدعومة بواسطة Index-Structures (ELKI) - إطار عمل برنامج استخراج البيانات المكتوب بلغة Java مع التركيز على التجميع وطرق الكشف الخارجية
- FrontlineSMS - توزيع المعلومات وجمعها عبر الرسائل النصية (SMS)
- عامل منجم معلومات كونستانز (KNIME)
- OpenNN - مكتبة برامج الشبكات العصبية مفتوحة المصدر مكتوبة بلغة البرمجة C ++
- Orange (برنامج) - تصور البيانات واستخراج البيانات للمبتدئين والخبراء، من خلال البرمجة المرئية أو برمجة Python النصية. ملحقات للمعلوماتية الحيوية واستخراج النصوص
- RapidMiner - برنامج تنقيب عن البيانات مكتوب بلغة Java ، يتكامل تمامًا مع Weka ، ويضم أكثر من 350 مشغلًا للمعالجة المسبقة، والتعلم الآلي، والتصور، وما إلى ذلك - الإصدار السابق متاح كمصدر مفتوح
- Scriptella ETL - ETL (Extract-Transform-Load) وأداة تنفيذ البرنامج النصي. يدعم التكامل مع J2EE و Spring. يوفر موصلات إلى CSV و LDAP و XML و JDBC / ODBC ومصادر البيانات الأخرى
- Weka - برنامج استخراج البيانات المكتوب بلغة Java ويضم مشغلي التعلم الآلي من أجل التصنيف والانحدار والتكتل
- JasperSoft - التنقيب عن البيانات باستخدام طبقة تجريد قابلة للبرمجة

### مكونات تصور البيانات
- ParaView - وظائف التخطيط والتصور التي طورها مختبر سانديا الوطني؛ قادرة على تصور التدفق المتوازي على نطاق واسع باستخدام معالجات كمبيوتر متعددة
- VTK - مجموعة أدوات لرسومات الكمبيوتر ثلاثية الأبعاد ومعالجة الصور والتصور.

### محركات البحث الخاصة بالمؤسسات
- ApexKB ، المعروف سابقًا باسم Jumper
- لوسين
- نوتش
- Solr
- زابيان

### ETLs (استخراج تحميل التحويل)
- عامل منجم معلومات كونستانز (KNIME)
- بنتاهو

### أنظمة الملفات
- OpenAFS - نظام ملفات موزع يدعم مجموعة متنوعة جدًا من أنظمة التشغيل
- Tahoe-LAFS - نظام الملفات الموزعة / نظام التخزين السحابي مع ميزات الخصوصية والأمان المتكاملة
- CephFS - نظام الملفات الموزعة المضمن في منصة التخزين Ceph.

## النشر المكتبي
- Scribus - مصمم للتخطيط والتنضيد وإعداد الملفات لمعدات إعداد الصور بجودة احترافية، يمكنه أيضًا إنشاء عروض تقديمية ونماذج PDF متحركة وتفاعلية.

## إدارة وتحرير الكتاب الإلكتروني
- Caliber - مجموعة من برامج الكتب الإلكترونية عبر الأنظمة الأساسية
- Sigil - برنامج تحرير للكتب الإلكترونية بتنسيق EPUB

## تعليمي

### أجنحة تعليمية
- ATutor - نظام إدارة محتوى التعلم المستند إلى الويب (LCMS)
- Chamilo - نظام للتعلم الإلكتروني وإدارة المحتوى على شبكة الإنترنت
- كلارولين - نظام إدارة التعلم التعاوني
- DoceboLMS - منصة سحابية / SAAS للتعلم
- eFront - نظام إدارة التعلم القائم على الأيقونة
- FlightPath - برنامج الإرشاد الأكاديمي للجامعات
- برنامج GCompris - ترفيه تعليمي موجه للأطفال الذين تتراوح أعمارهم بين 2-10 سنوات
- Gnaural - برنامج الفكرة الرائعة
- H5P - إطار عمل لإنشاء محتوى HTML5 تفاعلي ومشاركته
- محفظة IUP - منصة تعليمية للمدارس السويدية
- ILIAS - نظام إدارة التعلم المستند إلى الويب (LMS)
- موودل - نظام إدارة تعلم حر ومفتوح المصدر
- OLAT - نظام إدارة محتوى التعلم المستند إلى الويب
- Omeka - نظام إدارة المحتوى للمجموعات الرقمية عبر الإنترنت
- openSIS - نظام معلومات الطلاب وإدارة المدرسة المستند إلى الويب
- مشروع ساكاي - نظام إدارة التعلم على شبكة الإنترنت
- SWAD - نظام إدارة التعلم المستند إلى الويب
- Tux Paint - تطبيق طلاء للأطفال من سن 3 إلى 12 عامًا
- UberStudent - مجموعة برامج ونظام تشغيل يعتمد على Linux للدراسات الأكاديمية

### جغرافية
- KGeography - لعبة تعليمية تعليم الجغرافيا

### اللغة
- كيتن

### الكتابة
- KTouch - دروس الكتابة باللمس مع مجموعة متنوعة من تخطيطات لوحة المفاتيح
- Tux Typing - مدرس كتابة للأطفال، يضم لعبتين لتحسين سرعة الكتابة

## تمويل

### محاسبة
- GnuCash - مسك الدفاتر مزدوج القيد
- HomeBank - برنامج محاسبة شخصي
- KMyMoney - مسك الدفاتر مزدوج القيد
- LedgerSMB - مسك الدفاتر مزدوج القيد
- تطبيق RCA مفتوح المصدر - تطبيق المحاسبة الإدارية
- SQL Ledger - مسك الدفاتر مزدوج القيد
- TurboCASH - مسك الدفاتر مزدوج القيد لنظام Windows
- Wave Accounting - القيد المزدوج - مسك الدفاتر

### عملة مشفرة
- EOS. IO - منصة Blockchain ، عملة رقمية لامركزية من نظير إلى نظير

### إدارة علاقات العملاء
- CiviCRM - برنامج إدارة العلاقات التأسيسية الذي يستهدف المنظمات غير الحكومية
- iDempiere - جناح الأعمال وتخطيط موارد المؤسسات وإدارة علاقات العملاء

### تخطيط موارد المؤسسات
- Adempiere - تخطيط موارد المؤسسة (ERP) جناح الأعمال
- Compiere - يقوم حل ERP بأتمتة المحاسبة وسلسلة التوريد والمخزون وأوامر المبيعات
- Dolibarr - نظام تخطيط موارد المؤسسات المستند إلى الويب
- ERPNext - نظام تخطيط موارد المؤسسات مفتوح المصدر قائم على الويب لإدارة المحاسبة والتمويل
- Ino erp - نظام تخطيط موارد المؤسسات الديناميكي القائم على السحب
- JFire - مجموعة أعمال ERP مكتوبة باستخدام Java و JDO
- metasfresh - برمجيات تخطيط موارد المؤسسات
- أودو - ERP مفتوح المصدر، CRM و CMS
- Openbravo - تخطيط موارد المؤسسات المستند إلى الويب
- Tryton - تخطيط موارد المؤسسات مفتوح المصدر

### الموارد البشرية
- OrangeHRM - إدارة الموارد البشرية التجارية

### التمويل الأصغر
- Cyclos - برنامج لمؤسسات التمويل الأصغر وأنظمة العملات التكميلية والبنوك الزمنية
- Mifos - برنامج إدارة مؤسسات التمويل الأصغر

### إدارة العمليات
- Bonita Open Solution - إدارة عمليات الأعمال

### تجارة
- jFin - برنامج معالجة التجارة المستند إلى Java
- QuickFIX - محرك بروتوكول FIX مكتوب بلغة C ++ مع أغلفة إضافية لـ C # و Ruby و Python
- QuickFIX / J - محرك بروتوكول FIX مكتوب بلغة Java

## ألعاب

### إثارة
- Xonotic - مطلق النار من منظور شخص أول يعمل على نسخة معدلة بشكل كبير من محرك Quake المعروف باسم محرك DarkPlaces
- Warsow - <i id="mwAgU">لعبة تصويب</i> من منظور الشخص الأول سريعة الوتيرة من منظور الشخص الأول على الساحة تعمل على محرك Qfusion

### طبقة التطبيقات
- WINE - يسمح بتشغيل تطبيقات Windows على أنظمة تشغيل شبيهة بـ Unix

### محاكاة
- مامي - محاكي متعدد المنصات مصمم لإعادة إنشاء أجهزة أنظمة ألعاب الأركيد
- RetroArch - واجهة أمامية عبر الأنظمة الأساسية للمحاكيات ومحركات الألعاب وألعاب الفيديو

### لغز
- Pingus - القوارض تستنسخ مع طيور البطريق بدلاً من القوارض

### محاكاة
- OpenTTD - لعبة محاكاة الأعمال حيث يحاول اللاعبون كسب المال عن طريق نقل الركاب والشحن عن طريق البر والسكك الحديدية والمياه والجو.
- SuperTuxKart - لعبة سباق كارت تتميز بتمائم للعديد من المشاريع مفتوحة المصدر.

### إستراتيجية
- 0 ميلادي - لعبة فيديو إستراتيجية في الوقت الحقيقي
- Freeciv - لعبة إستراتيجية تعتمد على الدوران مستوحاة من سلسلة Sid Meier's Civilization .
- The Battle for Wesnoth - لعبة فيديو إستراتيجية تعتمد على الأدوار مع إعداد خيالي

## علم الأنساب
- جرامبس - برنامج أنساب حر ومفتوح المصدر.

## نظم المعلومات الجغرافية
- QGIS - تطبيق نظام المعلومات الجغرافية لسطح المكتب (GIS) الذي يدعم عرض البيانات الجغرافية المكانية وتحريرها وتحليلها.

## برامج الهواية

### التخمير المنزلي
- سايبربراو

## برنامج إدارة المكتبات المتكاملة
- Evergreen - نظام مكتبة متكامل تم تطويره في البداية من أجل كتالوج PINES لخدمة المكتبات العامة بجورجيا
- كوها - إدارة المكتبات القائمة على SQL
- NewGenLib
- OpenBiblio
- PMB
- refbase - المستودع المؤسسي المستند إلى الويب وبرامج إدارة المراجع

## محرر الصور
- Darktable - إدارة سير عمل الصور الرقمية، بما في ذلك معالجة صور RAW
- digiKam - مجموعة أدوات تصوير متكاملة تتضمن إمكانات التحرير
- GIMP - محرر رسومات نقطية يهدف إلى تنقيح / تحرير الصور
- إنكسكيب - محرر رسومات المتجهات
- كاربون - تطبيق رسم متجه قابل للتطوير في كيدي
- Krita - تطبيق الرسم الرقمي والرسم والرسوم المتحركة ثنائية الأبعاد، مع مجموعة متنوعة من محركات الفرشاة
- LazPaint - محرر رسومات نقطية وخفيف الوزن، يهدف إلى أن يكون أسهل في الاستخدام من GIMP
- LightZone - تطبيق برنامج محرر صور رقمية حر ومفتوح المصدر.
- RawTherapee - إدارة سير عمل الصور الرقمية التي تهدف إلى معالجة صور RAW

## وسائط

### الرسوم المتحركة ثنائية الأبعاد
- Pencil2D - برنامج رسومات ورسوم متحركة بسيط ثنائي الأبعاد
- Synfig - رسومات متجهة ثنائية الأبعاد ورسوم متحركة قائمة على الجدول الزمني
- TupiTube (KTooN سابقًا) - تطبيق لتصميم وإنشاء الرسوم المتحركة
- OpenToonz - جزء من عائلة برامج الرسوم المتحركة ثنائية الأبعاد
- Krita - تطبيق الرسم الرقمي والرسم والرسوم المتحركة ثنائية الأبعاد، مع مجموعة متنوعة من محركات الفرشاة
- Blender - برنامج رسومات الكمبيوتر، تسمح أدوات Blender's Grease Pencil للرسوم المتحركة ثنائية الأبعاد ضمن خط أنابيب كامل ثلاثي الأبعاد.

### 3d الرسوم المتحركة
- Blender - برنامج رسومات كمبيوتر يتميز بالنمذجة والنحت والتركيب والتزوير والمحاكاة والعرض وتتبع الكاميرا وتحرير الفيديو والتركيب
- OpenFX - برنامج النمذجة والرسوم المتحركة مع مجموعة متنوعة من تأثيرات المعالجة اللاحقة المضمنة
- Seamless3d - برنامج نمذجة ثلاثية الأبعاد تعتمد على العقدة

### فلاش للرسوم المتحركة
- Pencil2D - للرسوم المتحركة
- SWFTools - للبرمجة

### محركات اللعبة
- Godot - تطبيق لتصميم ألعاب الفيديو عبر الأنظمة الأساسية
- Stockfish - عالمي، واجهة الشطرنج، محرك الشطرنج
- Leela Chess Zero - محرك شطرنج عالمي بواجهة شطرنج

### مشاهدو الصور
- عين جنوم
- F- بقعة
- feh
- جيكي
- غثومب
- جوينفيو
- KPhotoAlbum
- البصريات

### محولات الفيديو
- دكتور DivX
- FFmpeg
- منكودير
- OggConvert

### تحرير الفيديو
- Avidemux
- AviSynth
- الخلاط
- Cinelerra
- DScaler
- دي في دي فليك
- فلوبليد
- كالتورا
- كدنلايف
- كينو
- الأرواح
- LosslessCut
- النطرون
- زيتون
- أوبن شوت
- بيتيفي
- شوت كت
- برنامج VirtualDub
- فيرتوالدوبمود
- برنامج VideoLAN Movie Creator

### ترميز الفيديو
- Avidemux
- فرملة اليد
- FFmpeg

### مشغلات الفيديو
- ميديا بلاير كلاسيك
- مشغل وسائط VLC

### حزم الوسائط الأخرى
- Celtx - برنامج ما قبل الإنتاج للوسائط
- Open Broadcaster Software (OBS) - برنامج البث والتسجيل عبر الأنظمة الأساسية

## الشبكات والإنترنت

### دعاية
- إحياء Adserver

### متعلق بالاتصالات
- النجمة - خادم الاتصالات الهاتفية و VoIP
- Ekiga - تطبيق مؤتمرات الفيديو لـ GNOME وMicrosoft Windows
- ConferenceXP - تطبيق مؤتمرات الفيديو لنظام التشغيل Windows XP أو أحدث
- FreePBX - الجبهة الأمامية والتكوين PBX المتقدمة لل النجمة
- FreeSWITCH - منصة الهاتف
- Jami - بروتوكول الرسائل الفورية ومكالمات الفيديو عبر الأنظمة الأساسية، من نظير إلى نظير الذي يوفر تشفيرًا شاملاً وعميل SIP
- جيتسي - عميل Java VoIP والمراسلة الفورية
- QuteCom - تطبيق عميل الصوت والفيديو والمراسلة الفورية
- نظام اتصالات المؤسسة sipXecs - خادم اتصالات SIP
- Slrn - قارئ الأخبار
- وميض - الهاتف الرقمي عبر بروتوكول الإنترنت
- Tox - بروتوكول المراسلة الفورية عبر الأنظمة الأساسية ومكالمات الفيديو من نظير إلى نظير الذي يوفر تشفيرًا شاملاً

### بريد إلكتروني
- Geary - عميل بريد إلكتروني يعتمد على WebKitGTK +
- Mozilla Thunderbird - عميل بريد إلكتروني وأخبار و RSS والدردشة

### الشبكة والمعالجة الموزعة
- قائمة جنو
- HTCondor
- OpenLava
- بيكسيك

### الوسيطة
- Apache Axis2 - إطار عمل خدمة الويب (تتوفر التطبيقات في كل من Java & C)
- Apache Geronimo - خادم التطبيقات
- Bonita Open Solution - تطبيق ويب J2EE ومحرك متوافق مع java BPMN2
- GlassFish - خادم التطبيقات
- جاكرتا تومكات - حاوية Servlet وخادم ويب مستقل
- خادم تطبيق JBoss - خادم التطبيقات
- ObjectWeb JOnAS - خادم تطبيق Java Open ، خادم تطبيق J2EE
- OpenRemote - IoT Middleware
- TAO (برنامج) - تنفيذ C ++ لمعيار OMG's CORBA
- Enduro / X - منصة برمجية وسيطة C / C ++ تعتمد على معايير XATMI و XA للمجموعة X / Open

### قارئات / مجمعات الذرة /
- Akregator - منصات تشغيل كيدي
- Liferea - المنصات التي تدير جنوم
- NetNewsWire - macOS و iOS
- RSS Bandit - Windows ، باستخدام . الإطار الصافي
- RSSOwl - Windows وماك أو أس أكس و Solaris ولينكس باستخدام Java SWT Eclipse
- Sage (ملحق Mozilla Firefox)

### مشاركة الملفات من نظير إلى نظير
- Popcorn Time - مشغل وسائط متعدد المنصات وحر ومفتوح المصدر
- qBittorrent - بديل للعملاء المشهورين مثل μTorrent
- الإرسال - عميل بت تورنت

### خادم البوابة
- دروبال
- ليفراي
- خادم بوابة نظام Sun Java
- uPortal

### الوصول عن بعد والإدارة
- FreeNX
- OpenVPN
- rdesktop
- التعاضد
- VNC (RealVNC ، TightVNC ، UltraVNC)
- Remmina

### متصفحات الإنترنت
- Brave - متصفح ويب يعتمد على محرك Blink
- Chromium - متصفح ويب مبسط يستمد منه Google Chrome شفرة المصدر الخاصة به
- Falkon - متصفح ويب يعتمد على محرك Blink
- Firefox - متصفح ويب تم تطويره بواسطة Mozilla باستخدام محرك تخطيط Gecko
- Midori - متصفح ويب خفيف الوزن باستخدام محرك تخطيط WebKit
- متصفح Tor - متصفح الويب Mozilla Firefox ESR المعدل
- Waterfox - بديل لـ Firefox (64 بت فقط)
- SeaMonkey - جناح الإنترنت

### كاميرا ويب
- الجبن - تطبيق كاميرا ويب جنوم
- Guvcview - تطبيق كاميرا ويب Linux

### ملتقط الويب
- لفة
- HTTrack
- Wget

### ذات الصلة بالويب
- Apache Cocoon - إطار عمل لتطبيق الويب
- Apache - خادم الويب الأكثر شيوعًا
- AWStats - محلل ومحلل ملف السجل
- BookmarkSync - أداة للمتصفحات
- Cherokee - خادم HTTP سريع وغني بالمميزات
- curl-loader - أداة تحميل واختبار HTTP / HTTPS / FTP / FTPS قوية
- FileZilla - FTP
- Hiawatha - خادم HTTP آمن وعالي الأداء وسهل التكوين
- خادم ملفات HTTP - برنامج خادم ملفات سهل الاستخدام، مع واجهة سحب وإفلات
- lighttpd - موفر للموارد، ولكنه سريع وكامل الميزات، خادم HTTP
- Lucee - خادم تطبيق CFML
- Nginx - خادم ويب خفيف الوزن وعالي الأداء / وكيل عكسي والبريد الإلكتروني (IMAP / POP3)
- NetKernel - خادم تطبيقات الإنترنت
- Qcodo - إطار عمل PHP5
- Squid - مخبأ وكيل الويب
- Vaadin - إطار عمل سريع يستند إلى Java لإنشاء تطبيقات الويب
- الورنيش - مسرع تطبيقات الويب عالي الأداء / الوكيل العكسي وموازن التحميل / موجه HTTP
- XAMPP - حزمة من تطبيقات الويب بما في ذلك Apache وMariaDB
- Zope - خادم تطبيقات الويب

### محركات بحث الويب
- Searx - محرك بحث metasearch قابل للاستضافة الذاتية
- YaCy - محرك بحث قائم على تقنية P2P

### برامج الشبكات الأخرى
- JXplorer - عميل LDAP
- Nextcloud - شوكة خاصة به
- OpenLDAP - خادم LDAP
- ownCloud - مشاركة الملفات ومزامنة الخادم
- Wireshark - مراقب الشبكة

## برمجيات الهاتف المحمول

### الخرائط
- (أندرويد، iOS) - CoMaps

## أجنحة المكاتب
- Apache OpenOffice (المعروف سابقًا باسم OpenOffice.org)
- جناح Calligra - استمرار KOffice تحت اسم جديد
- Collabora Online - إصدار جاهز للمؤسسات من LibreOffice ، تطبيق ويب، هاتف محمول، جهاز لوحي، Chromebook وسطح المكتب (Windows ، macOS ، Linux) [3]
- ليبر أوفيس - العمل المستقل لـ OpenOffice.org مع عدد من التحسينات
- محرري سطح المكتب ONLYOFFICE - نسخة مفتوحة المصدر غير متصلة بالإنترنت من السحابة

## أنظمة التشغيل
يرجى العلم بأن التوزيعات المتاحة لهذه الأنظمة يمكن أن تحتوي، أو تعرض بناء وتثبيت، برامج مضافة ليست برمجيات مجانية ولا مفتوحة المصدر.

### المحاكاة والافتراضية
- DOSBox - محاكي برامج DOS (بما في ذلك ألعاب الكمبيوتر)
- VirtualBox - برنامج Hypervisor مستضاف لمحاكاة x86 الافتراضية

## مديري المعلومات الشخصية
- تشاندلر - تم تطويره بواسطة OSAF
- KAddressBook
- كونتاكت
- KOrganizer
- تقويم Mozilla - برنامج تقويم متعدد الأنظمة يستند إلى Mozilla
- تطور نوفيل
- Perkeep - مخزن البيانات الشخصية للصور
- Project.net - إدارة المشاريع التجارية
- TeamLab - منصة لإدارة المشاريع والتعاون

## دعم لغة البرمجة

### متتبع الأخطاء
- بوغزيلا
- فرس النبي
- Mindquarry
- ريدمين
- تراك

### مولدات الكود
- الثور
- XSD CodeSynthesis - مترجم ربط بيانات XML لـ C ++
- CodeSynthesis XSD / e - التحقق من محلل XML / مُسلسل ومولد ربط بيانات XML C ++ للأنظمة المحمولة والمدمجة
- محلل المعجم المرن - يولد محللات معجمية
- كودوس
- Open Scene Graph - واجهة برمجة تطبيقات رسومات ثلاثية الأبعاد
- OpenSCDP - منصة تطوير البطاقة الذكية المفتوحة
- phpCodeGenie
- SableCC - مولد محلل لجافا و. صافي
- SWIG - غلاف مبسط ومولد واجهة لعدة لغات
- ^ txt2regex $
- xmlbeansxx - مولد كود ربط بيانات XML لـ C ++
- YAKINDU Statechart Tools - مولد كود Statechart لـ C ++ و Java

### مولدات التوثيق
- دي أكسجين - أداة لكتابة الوثائق المرجعية للبرنامج. الوثائق مكتوبة داخل الكود.
- Mkd - يتم استخراج وثائق البرنامج من ملفات المصادر، من الشفرة الزائفة أو التعليقات.
- Natural Docs - تدعي استخدام لغة أكثر طبيعية كمدخلات من التعليقات، ومن هنا جاء اسمها.

### برنامج التكوين
- Autoconf
- أوتومايك
- بناء
- CMake

### أدوات تصحيح الأخطاء (للاختبار وتصحيح الأخطاء)
- مصحح جنو - مصحح أخطاء محمول يعمل على العديد من الأنظمة شبيه يونكس
- Memtest86 - اختبارات الإجهاد ذاكرة الوصول العشوائي على أجهزة إكس 86
- Xnee - تسجيل الاختبارات واعادتها

## إدارة المخاطر
- جدول أعمال نشط - إدارة مخاطر التشغيل ومنصة تطوير التطبيقات السريعة

## علم

### معلوماتية Chemin
- مجموعة تطوير الكيمياء
- جوليب
- OpenBabel

### دفاتر المعمل الإلكترونية
- ELOG
- كوكب المشتري

### الحوسبة الشبكية
بوابة P-GRADE - برنامج بوابة الشبكة الذي يتيح إنشاء وتنفيذ ومراقبة تدفقات العمل من خلال واجهات ويب عالية المستوى

### الديناميات الجزيئية
- GROMACS - محاكاة البروتين والدهون والحمض النووي
- LAMMPS - برنامج الديناميكيات الجزيئية
- MDynaMix - ديناميكيات جزيئية للأغراض العامة، تحاكي مخاليط الجزيئات
- NWChem - برنامج الديناميكا الكيميائية والجزيئية الكمومية

### عارض الجزئي
- Avogadro - تصور الجزيء القابل للتمديد للمكونات الإضافية
- BALLView - النمذجة الجزيئية والتصور
- جمول - تمثيل ثلاثي الأبعاد للجزيئات بتنسيقات متنوعة لاستخدامها كأداة تعليمية
- Molekel - برنامج عرض الجزيئات
- MeshLab - قادرة على استيراد مجموعة بيانات PDB وبناء الأسطح منها
- PyMOL - تمثيلات عالية الجودة للجزيئات الصغيرة وكذلك الجزيئات البيولوجية
- QuteMol - تمثيلات جزيئية تفاعلية تقدم مجموعة من تأثيرات OpenGL المرئية المبتكرة
- RasMol - تصور الجزيئات البيولوجية

### تقنية النانو
- Ninithi - تصور وتحليل خواص الكربون، مثل الأنابيب النانوية الكربونية، والفوليرين، وشرائط الجرافين النانوية

### التخطيط
- فيوز

### كيمياء الكم
- CP2K - محاكاة ذرية وجزيئية لأنظمة الحالة الصلبة والسائلة والجزيئية والبيولوجية

## شاشات
- بنية باركلي التحتية المفتوحة للحوسبة الشبكية
- الخراف الالية

## إحصائيات
- لايم سورفاي - نظام المسح عبر الإنترنت

## علم اللاهوت

### أدوات دراسة الكتاب المقدس
- Go Bible - تطبيق مجاني لعارض الكتاب المقدس للهواتف المحمولة Java
- Marcion - القبطية - قاموس إنجليزي / تشيكي
- OpenLP - برنامج عروض عبادة مرخص بموجب رخصة جنو العمومية العامة
- مشروع السيف - مشروع البرمجيات الحرة لجمعية الكتاب المقدس كروس واير

## روابط خارجية
- دليل البرامج مفتوحة المصدر (OSSD) ، مجموعة من البرمجيات الحرة والمفتوحة المصدر ينظمها الجمهور المستهدف.
- Open Source Living ، أرشيف يحركه المجتمع لبرامج مفتوحة المصدر (OSS).
- OpenDisc ، صورة ISO مجمعة مسبقًا لـ OSS لنظام التشغيل Windows
- قائمة البرامج مفتوحة المصدر (LOOP) لنظام التشغيل Windows ، يحتفظ بها مشروع توثيق أوبونتو.
- مشروع OSSwin ، قائمة بالبرامج المجانية والمفتوحة المصدر لنظام Windows